# سزار دا کوستا اولیویرا
سزار دا کوستا اولیویرا (به پرتغالی: Cesar da Costa Oliveira) مهاجم اهل برزیل است 
سزار دا کوستا اولیویرا در تیم‌های فوتبال چونام دراگونز سابقهٔ حضور دارد.